# Окулярник серамський
Окулярник серамський (Zosterops stalkeri) — вид горобцеподібних птахів родини окулярникових (Zosteropidae). Ендемік Індонезії. Раніше вважався підвидом малого окулярника.

## Поширення і екологія
Серамські окулярники є ендеміками острова Серам. Вони живуть в рівнинних тропічних лісах на висоті від 100 до 850 м над рівнем моря. Харчуються переважно комахами, а також нектаром і плодами.